# Momordica littorea
Momordica littorea är en gurkväxtart som beskrevs av M. Thulin. Momordica littorea ingår i släktet Momordica och familjen gurkväxter. Inga underarter finns listade i Catalogue of Life.